# Преображенка (Кам'янський район)
Преображе́нка — село в Україні, у Затишнянській сільській громаді Кам'янського району Дніпропетровської області.
Населення — 548 мешканців.

## Географія
Село Преображенка розташоване в центральній частині області у степовій зоні. На невеликій балці утворено штучний ставок, по обидва береги якого і лежить село.
На південному сході межує із селом Лозуватка. Через Преображенку проходить автошлях Н11.

## Історія
Преображенка заснована 1924 року переселенцями з села Мишурин Ріг не землях колишнього поміщика Бабкіна. Тоді ж стало центром сільської ради. В часи радянської влади розміщувалась центральна садиба колгоспу «Рассвет».

## Сучасність
У Преображенці є середня загальноосвітня школа, дитячий садок, ФАП, будинок культури, бібліотека. Діє два сільськогосподарських підприємства.

## Населення

### Мова
Розподіл населення за рідною мовою за даними перепису 2001 року:
| Мова       | Кількість | Відсоток |
| ---------- | --------- | -------- |
| українська | 513       | 93.61%   |
| російська  | 31        | 5.66%    |
| румунська  | 3         | 0.55%    |
| білоруська | 1         | 0.18%    |
| Усього     | 548       | 100%     |